# Campionati del mondo di atletica leggera 2019 - Salto in alto femminile
La gara di salto in alto femminile dei Campionati del mondo di atletica leggera 2019 si sono svolte tra il 27 e il 30 settembre.

## Podio
| Pos.    | Atleta             | Nazionalità                 | Prestazione |
| ------- | ------------------ | --------------------------- | ----------- |
| Oro     | Marija Lasickene   | Atleti Neutrali Autorizzati | 2,04 m      |
| Argento | Jaroslava Mahučich | Ucraina                     | 2,04 m      |
| Bronzo  | Vashti Cunningham  | Stati Uniti                 | 2,00 m      |

## Situazione pre-gara

### Record
Prima di questa competizione, il record del mondo (RM) e il record dei campionati (RC) erano i seguenti.
| Record mondiale       | 2,09 m | Stefka Kostadinova Bulgaria | 30 agosto 1993 Roma, Italia | Mondiali 1987 |
| Record dei campionati | 2,09 m | Stefka Kostadinova Bulgaria | 30 agosto 1993 Roma, Italia | Mondiali 1987 |

### Campioni in carica
I campioni in carica a livello mondiale e olimpico erano:
| Campione | Atleta                                       | Prestazione | Data                                   | Competizione                |
| -------- | -------------------------------------------- | ----------- | -------------------------------------- | --------------------------- |
| Olimpico | Ruth Beitia Spagna                           | 1,97 m      | 20 agosto 2016 Rio de Janeiro, Brasile | Giochi della XXXI Olimpiade |
| Mondiale | Marija Lasickene Atleti Neutrali Autorizzati | 2,03 m      | 12 agosto 2017 Londra, Regno Unito     | Mondiali 2017               |

### La stagione
Prima di questa gara, gli atleti con le migliori tre prestazioni dell'anno erano:
| Pos. | Atleta                                       | Prestazione | Data                                    |
| ---- | -------------------------------------------- | ----------- | --------------------------------------- |
| 1    | Marija Lasickene Atleti Neutrali Autorizzati | 2,06 m      | 20 giugno 2019 Ostrava, Repubblica Ceca |
| 2    | Nafissatou Thiam Belgio                      | 2,02 m      | 22 giugno 2019 Talence, Francia         |
| 2    | Yuliya Levchenko Ucraina                     | 2,02 m      | 10 settembre 2019 Minsk, Bielorussia    |

## Risultati

### Qualificazioni
Le qualifiche si sono tenute il 27 settembre dalle ore 18:40.

Qualificazione: gli atleti che raggiungono i 1,94 m (Q) o le migliori 12 misure (q) avanzano alla finale.
| Pos | Gruppo | Atleta                 | Nazionalità                 | 1,70 | 1,80 | 1,85 | 1,90 | 1,92 | 1,94 | Misura | Note |
| --- | ------ | ---------------------- | --------------------------- | ---- | ---- | ---- | ---- | ---- | ---- | ------ | ---- |
| 1   | A      | Vashti Cunningham      | Stati Uniti                 | –    | –    | o    | o    | o    | o    | 1,94   | Q    |
| 1   | B      | Karyna Dėmidik         | Bielorussia                 | –    | o    | o    | o    | o    | o    | 1,94   | Q    |
| 3   | A      | Marija Lasickene       | Atleti Neutrali Autorizzati | –    | –    | o    | xo   | o    | o    | 1,94   | Q    |
| 4   | A      | Imke Onnen             | Germania                    | –    | o    | o    | o    | xxo  | o    | 1,94   | Q    |
| 4   | A      | Jaroslava Mahučich     | Ucraina                     | –    | o    | xo   | o    | xo   | o    | 1,94   | Q    |
| 6   | A      | Mirela Demireva        | Bulgaria                    | –    | –    | o    | o    | xxo  | xo   | 1,94   | Q    |
| 7   | B      | Kamila Lićwinko        | Polonia                     | –    | –    | o    | o    | xo   | xxo  | 1,94   | Q    |
| 8   | B      | Svetlana Radzivil      | Uzbekistan                  | –    | o    | xxo  | o    | xxo  | xxo  | 1,94   | Q    |
| 9   | B      | Yuliya Levchenko       | Ucraina                     | –    | o    | o    | o    | o    | –    | 1,92   | q    |
| 9   | A      | Tynita Butts           | Stati Uniti                 | –    | o    | o    | o    | o    | xxx  | 1,92   | q    |
| 11  | A      | Claire Orcel           | Belgio                      | –    | o    | o    | xo   | o    | xxx  | 1,92   | q    |
| 12  | A      | Ana Šimić              | Croazia                     | –    | o    | o    | o    | xo   | xxx  | 1,92   | q    |
| 13  | B      | Levern Spencer         | Saint Lucia                 | –    | xo   | o    | xxo  | xo   | xxx  | 1,92   |      |
| 14  | A      | Alessia Trost          | Italia                      | –    | o    | o    | o    | xxo  | xxx  | 1,92   |      |
| 15  | B      | Nicola McDermott       | Australia                   | –    | o    | o    | o    | xxx  |      | 1,90   |      |
| 16  | A      | Maruša Černjul         | Slovenia                    | –    | xo   | o    | o    | xxx  |      | 1,90   |      |
| 17  | B      | Elena Vallortigara     | Italia                      | o    | o    | o    | xo   | xxx  |      | 1,90   |      |
| 18  | B      | Erika Kinsey           | Svezia                      | –    | o    | o    | xxx  |      |      | 1,85   |      |
| 18  | B      | Inika McPherson        | Stati Uniti                 | –    | –    | o    | xxx  |      |      | 1,85   |      |
| 18  | A      | Marija Vuković         | Montenegro                  | –    | o    | o    | xxx  |      |      | 1,85   |      |
| 18  | A      | Morgan Lake            | Regno Unito                 | –    | o    | o    | xxx  |      |      | 1,85   |      |
| 22  | B      | Airinė Palšytė         | Lituania                    | –    | xo   | o    | xxx  |      |      | 1,85   |      |
| 23  | B      | Iryna Gerashchenko     | Ucraina                     | –    | o    | xo   | xxx  |      |      | 1,85   |      |
| 24  | B      | María Fernanda Murillo | Colombia                    | –    | o    | xxo  | xxx  |      |      | 1,85   |      |
| 24  | A      | Daniela Stanciu        | Romania                     | o    | o    | xxo  | xxx  |      |      | 1,85   |      |
| 26  | A      | Nadiya Dusanova        | Uzbekistan                  | o    | o    | xxx  |      |      |      | 1,80   |      |
| 27  | B      | Christina Honsel       | Germania                    | o    | xo   | xxx  |      |      |      | 1,80   |      |
| 28  | B      | Ella Junnila           | Finlandia                   | xo   | xo   | xxx  |      |      |      | 1,80   |      |
| 29  | A      | Alysha Burnett         | Australia                   | xo   | xxx  |      |      |      |      | 1,70   |      |
| 29  | B      | Erika Seyama           | eSwatini                    | xo   | xxx  |      |      |      |      | 1,70   |      |

### Finale
La finale si è tenuta il 30 settembre alle 20:30.
| Pos     | Atleta             | Nazionalità                 | 1,84 | 1,89 | 1,93 | 1,96 | 1,98 | 2,00 | 2,02 | 2,04 | 2,08 | Misura | Note                                     |
| ------- | ------------------ | --------------------------- | ---- | ---- | ---- | ---- | ---- | ---- | ---- | ---- | ---- | ------ | ---------------------------------------- |
| Oro     | Marija Lasickene   | Atleti Neutrali Autorizzati | o    | o    | o    | o    | o    | o    | o    | o    | xxx  | 2,04   |                                          |
| Argento | Jaroslava Mahučich | Ucraina                     | o    | xo   | o    | xo   | o    | xxo  | o    | xxo  | r    | 2,04   | Miglior prestazione mondiale under 20    |
| Bronzo  | Vashti Cunningham  | Stati Uniti                 | o    | o    | o    | o    | o    | o    | xxx  |      |      | 2,00   | =                                        |
| 4       | Yuliya Levchenko   | Ucraina                     | o    | o    | o    | o    | o    | xxo  | xxx  |      |      | 2,00   |                                          |
| 5       | Kamila Lićwinko    | Polonia                     | xo   | o    | xo   | xxo  | xo   | xxx  |      |      |      | 1,98   | Miglior prestazione personale stagionale |
| 6       | Karyna Dėmidik     | Bielorussia                 | o    | o    | o    | xo   | xx-  | x    |      |      |      | 1,96   |                                          |
| 7       | Ana Šimić          | Croazia                     | o    | o    | o    | xxx  |      |      |      |      |      | 1,93   |                                          |
| 8       | Tynita Butts       | Stati Uniti                 | o    | xxo  | xo   | xxx  |      |      |      |      |      | 1,93   | Miglior prestazione personale            |
| 9       | Imke Onnen         | Germania                    | xo   | o    | xxx  |      |      |      |      |      |      | 1,89   |                                          |
| 10      | Mirela Demireva    | Bulgaria                    | o    | xo   | xxx  |      |      |      |      |      |      | 1,89   |                                          |
| 11      | Claire Orcel       | Belgio                      | o    | xxo  | xxx  |      |      |      |      |      |      | 1,89   |                                          |
| 12      | Svetlana Radzivil  | Uzbekistan                  | xo   | xxo  | xxx  |      |      |      |      |      |      | 1,89   |                                          |